# Djamel Mesbah
Djamel Eddine Mesbah (in arabo جمال الدين مصباح‎?; Zighoud Youcef, 9 ottobre 1984) è un allenatore di calcio ed ex calciatore algerino, di ruolo difensore.

## Caratteristiche tecniche
Nasce come esterno offensivo nel Servette, e solo successivamente ha arretrato il suo raggio di azione ricoprendo il ruolo di terzino. È in grado di operare efficaci inserimenti senza palla.

## Carriera

### Giocatore

#### Club

##### Gli inizi
Ha iniziato la sua carriera da calciatore nelle file dell'Annecy-le-Vieux, un club juniores francese, prima di essere notato dagli svizzeri del Servette nel 2001, con cui ha debuttato da professionista nella stagione 2003-2004, giocando 11 partite e segnando 3 reti.

##### Basilea e il prestito al Lorient
Nell'estate del 2004 ha lasciato il club, in nette difficoltà finanziarie, e si è aggregato al Basilea. Impiegato principalmente come riserva, ha disputato in due stagioni 14 partite e ha segnato un gol con i rossoblu, esordendo anche nelle competizioni UEFA per club il 16 settembre 2004 nella partita del primo turno di Coppa UEFA Terek Groznyj-Basilea terminata con il punteggio di 1-1, subentrando a Scott Chipperfield al 77º minuto di gioco. Con il Basilea ha inoltre vinto la Super League 2004-2005, nella quale ha totalizzato 9 presenze e una rete.
Nel gennaio del 2006 si è trasferito in prestito ai francesi del Lorient. Non è riuscito tuttavia ad esordire in Ligue 2 poiché il calciatore algerino si è infortunato gravemente nel corso della stagione.

##### Il ritorno in Svizzera e il prestito all'Avellino
Nell'estate del 2006 è tornato in Svizzera, firmando per l'Aarau, con cui ha disputato due stagioni da titolare. Alla fine della prima stagione con la maglia della squadra del Canton Argovia Mesbah è risultato determinate per la permanenza della stessa in Super League grazie alle 3 reti segnate nei due incontri dello spareggio salvezza/promozione contro il Bellinzona (una all'andata e due nel ritorno).
Il 1º luglio 2008 è passato al Lucerna, che dopo pochi mesi, il 1º settembre 2008, lo ha ceduto in prestito all'Avellino, con cui ha disputato il campionato di Serie B.

##### Lecce
Il 2 luglio 2009 si è trasferito al Lecce. Nella sua prima stagione con i salentini, in Serie B, ha conquistato la promozione e ha giocato con continuità (36 presenze), siglando 3 reti. Confermato titolare anche per la stagione successiva, ha debuttato in Serie A il 29 agosto 2010, nella sconfitta esterna per 4-0 contro il Milan e ha realizzato il suo primo gol in massima serie il 20 febbraio 2011, nella vittoria interna per 2-0 contro la Juventus. Ha concluso la sua annata con 34 presenze in campionato e due reti.
Nella stagione 2011-2012 Mesbah è ancora un titolare della formazione leccese con 11 partite giocate fino a metà stagione.

##### Milan
Il 18 gennaio 2012 è passato a titolo definitivo al Milan, con cui il giorno seguente ha firmato un contratto fino al 30 giugno 2016 da circa 500.000 euro a stagione più bonus in base al raggiungimento degli obiettivi e al numero di presenze. Al Lecce è andata la metà del cartellino dell'attaccante classe '94 David Speziale, valutata circa 350.000 euro, che rimane comunque in rossonero fino al 30 giugno 2012, mentre è stato risolto il prestito in favore della società milanese del centrocampista Rodney Strasser, facendo risparmiare alla squadra salentina un ingaggio da circa 200.000 euro, per un totale di 550.000 euro. Ha scelto la maglia numero 15. Ha esordito con i rossoneri ricoprendo il ruolo di terzino sinistro il 26 gennaio 2012 nella partita di Coppa Italia vinta per 3-1 a San Siro contro la Lazio. Nella stessa competizione, ha segnato la sua prima rete con la maglia rossonera il 20 marzo seguente, nella semifinale di ritorno disputata a Torino contro la Juventus, mettendo a segno il momentaneo 1-1. La gara è poi terminata sul punteggio di 2-2 dopo i tempi supplementari, sancendo l'eliminazione del Milan. In totale in maglia rossonera ha disputato 14 partite.

##### Parma e il prestito al Livorno
Il 25 gennaio 2013 si è trasferito a titolo definitivo al Parma, scegliendo di indossare la maglia numero 5 lasciata libera da Cristian Zaccardo, ceduto al Milan in cambio del difensore algerino. Ha esordito con la società gialloblu il 10 febbraio seguente, in occasione del pareggio interno per 0-0 contro il Genoa. Il 25 settembre 2013 ha segnato il primo gol con la maglia dei ducali nella partita di campionato Parma-Atalanta (4-3).
Il 29 gennaio 2014 passa con la formula di prestito secco al Livorno. Esordisce il 9 febbraio 2014 contro il Genoa giocando dal primo minuto. Il 4 maggio 2014 segna la sua prima rete con la maglia del Livorno nella partita di campionato Udinese-Livorno (5-3).

##### Sampdoria
Il 1º settembre 2014 si trasferisce a titolo definitivo alla Sampdoria nell'affare che ha portato Juan Antonio a Parma. Il 24 settembre esordisce in blucerchiato giocando dal primo minuto la gara Samp-Chievo 2-1.
La prima stagione in blucerchiato si conclude con 16 presenze e nessun gol.
Il 3 febbraio 2016 viene denunciato per guida in stato di ebbrezza e multato, infatti alla guida della sua Porsche Cayenne non si era fermato all'alt dei carabinieri e all'alcol test aveva valori tre volte superiori al limite, per questo viene messo anche subito fuori rosa.
Il 31 agosto 2016 la Samp ne comunica la rescissione consensuale del contratto.

##### Crotone
Il 1 settembre 2016, viene acquistato a parametro zero dal Crotone, squadra neopromossa in Serie A: con i calabresi colleziona appena dieci presenze, contribuendo alla salvezza

##### Il ritorno in Svizzera e il ritiro
Dopo appena una stagione con il Crotone, torna in Svizzera, con il Losanna, ma ad ottobre, dopo appena cinque presenze tra campionato e coppa, si svincola. Il 1º gennaio 2019 viene annunciato alla guida della formazione Under 19 del Thonon Evian, prima di tornare sui propri passi e tornare al calcio giocato firmando con gli svizzeri dell'Étoile Carouge Football Club, ma disputa solo 4 partite in campionato e si ritira dal calcio giocato.

#### Nazionale
Pur possedendo anche il passaporto francese, ha esordito con la Nazionale algerina il 28 maggio 2010 in amichevole contro l'Irlanda. Convocato da Rabah Saâdane, ha partecipato al campionato del mondo 2010 in Sudafrica, competizione nella quale ha debuttato il 18 giugno 2010 contro l'Inghilterra (0-0) entrando in campo all'88º minuto di gioco al posto di Hassan Yebda. Ha preso parte anche alla Coppa d'Africa 2013, al campionato del mondo 2014 e alla Coppa d'Africa 2015. L'11 ottobre 2014 ha realizzato il suo primo gol in Nazionale, mettendo a segno la rete del definitivo 2 a 0 nella gara, valida per le Qualificazioni alla Coppa d'Africa 2015, vinta contro il Malawi.

### Allenatore
La sua prima esperienza avviene nel 2019 alla guida della formazione Under 19 del Thonon Evian. Il 1º luglio 2019, gli viene dato l'incarico di vice-allenatore dell'Al Fujairah. Lascerà l'incarico il 9 febbraio 2020. Nel 2021 viene chiamato dalla Federazione calcistica dell'Algeria per ricoprire il ruolo di vice di Madjid Bougherra alla guida dell'Algeria A, la Nazionale algerina composta solo da giocatori militanti in patria che partecipa al Campionato delle nazioni africane, il quale richiede ciò come requisito. Nell’ottobre del 2023 ottiene l’abilitazione per allenatore UEFA A a Coverciano che consente di guidare tutte le formazioni giovanili, comprese le squadre Primavera, e le prime squadre fino alla Lega Pro inclusa, nonché al tesseramento come allenatore in seconda in Serie A e in Serie B.

## Statistiche

### Presenze e reti nei club
| Stagione         | Squadra          | Campionato       | Campionato | Campionato | Coppe nazionali | Coppe nazionali | Coppe nazionali | Coppe continentali | Coppe continentali | Coppe continentali | Altre coppe | Altre coppe | Altre coppe | Totale | Totale |
| Stagione         | Squadra          | Comp             | Pres       | Reti       | Comp            | Pres            | Reti            | Comp               | Pres               | Reti               | Comp        | Pres        | Reti        | Pres   | Reti   |
| ---------------- | ---------------- | ---------------- | ---------- | ---------- | --------------- | --------------- | --------------- | ------------------ | ------------------ | ------------------ | ----------- | ----------- | ----------- | ------ | ------ |
| 2003-2004        | Servette         | SL               | 11         | 3          | CS              | 0               | 0               | -                  | -                  | -                  | -           | -           | -           | 11     | 3      |
| 2004-2005        | Basilea          | SL               | 9          | 1          | CS              | 1               | 0               | UCL+CU             | 0+1                | 0                  | -           | -           | -           | 11     | 1      |
| 2005-gen. 2006   | Basilea          | SL               | 2          | 0          | CS              | 1               | 0               | UCL+CU             | 0                  | 0                  | -           | -           | -           | 3      | 0      |
| Totale Basilea   | Totale Basilea   | Totale Basilea   | 11         | 1          |                 | 2               | 0               |                    | 1                  | 0                  |             | -           | -           | 14     | 1      |
| gen.-giu. 2006   | Lorient          | L2               | 0          | 0          | CF              | 0               | 0               | -                  | -                  | -                  | -           | -           | -           | 0      | 0      |
| 2006-2007        | Aarau            | SL               | 29+2       | 1+3        | CS              | 4               | 1               | -                  | -                  | -                  | -           | -           | -           | 35     | 5      |
| 2007-2008        | Aarau            | SL               | 31         | 0          | CS              | 2               | 0               | -                  | -                  | -                  | -           | -           | -           | 33     | 0      |
| Totale Aarau     | Totale Aarau     | Totale Aarau     | 60+2       | 1+3        |                 | 6               | 1               |                    | -                  | -                  |             | -           | -           | 68     | 5      |
| lug.-set. 2008   | Lucerna          | SL               | 6          | 0          | CS              | 0               | 0               | -                  | -                  | -                  | -           | -           | -           | 6      | 0      |
| set. 2008-2009   | Avellino         | B                | 27         | 2          | CI              | -               | -               | -                  | -                  | -                  | -           | -           | -           | 27     | 2      |
| 2009-2010        | Lecce            | B                | 36         | 3          | CI              | 2               | 0               | -                  | -                  | -                  | -           | -           | -           | 38     | 3      |
| 2010-2011        | Lecce            | A                | 34         | 2          | CI              | 0               | 0               | -                  | -                  | -                  | -           | -           | -           | 34     | 2      |
| 2011-gen. 2012   | Lecce            | A                | 12         | 1          | CI              | 1               | 0               | -                  | -                  | -                  | -           | -           | -           | 13     | 1      |
| Totale Lecce     | Totale Lecce     | Totale Lecce     | 82         | 6          |                 | 3               | 0               |                    | -                  | -                  |             | -           | -           | 85     | 6      |
| gen.-giu. 2012   | Milan            | A                | 8          | 0          | CI              | 2               | 1               | UCL                | 2                  | 0                  | SI          | -           | -           | 12     | 1      |
| 2012-gen. 2013   | Milan            | A                | 1          | 0          | CI              | 0               | 0               | UCL                | 1                  | 0                  | -           | -           | -           | 2      | 0      |
| Totale Milan     | Totale Milan     | Totale Milan     | 9          | 0          |                 | 2               | 1               |                    | 3                  | 0                  |             | -           | -           | 14     | 1      |
| gen.-giu. 2013   | Parma            | A                | 7          | 0          | CI              | -               | -               | -                  | -                  | -                  | -           | -           | -           | 7      | 0      |
| 2013-gen. 2014   | Parma            | A                | 3          | 1          | CI              | 1               | 0               | -                  | -                  | -                  | -           | -           | -           | 4      | 1      |
| Totale Parma     | Totale Parma     | Totale Parma     | 10         | 1          |                 | 1               | 0               |                    | -                  | -                  |             | -           | -           | 11     | 1      |
| gen.-giu. 2014   | Livorno          | A                | 14         | 1          | CI              | -               | -               | -                  | -                  | -                  | -           | -           | -           | 14     | 1      |
| 2014-2015        | Sampdoria        | A                | 16         | 0          | CI              | 0               | 0               | -                  | -                  | -                  | -           | -           | -           | 16     | 0      |
| 2015-2016        | Sampdoria        | A                | 7          | 0          | CI              | 1               | 0               | UEL                | 0                  | 0                  | -           | -           | -           | 8      | 0      |
| Totale Sampdoria | Totale Sampdoria | Totale Sampdoria | 23         | 0          |                 | 1               | 0               |                    | 0                  | 0                  |             | -           | -           | 24     | 0      |
| 2016-2017        | Crotone          | A                | 10         | 0          | CI              | 0               | 0               | -                  | -                  | -                  | -           | -           | -           | 10     | 0      |
| lug.-ott. 2017   | Losanna          | SL               | 4          | 0          | CS              | 1               | 0               | -                  | -                  | -                  | -           | -           | -           | 5      | 0      |
| Totale carriera  | Totale carriera  | Totale carriera  | 266+2      | 15+3       |                 | 15              | 2               |                    | 4                  | 0                  |             | -           | -           | 287    | 20     |

### Cronologia presenze e reti in Nazionale
| Cronologia completa delle presenze e delle reti in nazionale ― Algeria | Cronologia completa delle presenze e delle reti in nazionale ― Algeria | Cronologia completa delle presenze e delle reti in nazionale ― Algeria | Cronologia completa delle presenze e delle reti in nazionale ― Algeria | Cronologia completa delle presenze e delle reti in nazionale ― Algeria | Cronologia completa delle presenze e delle reti in nazionale ― Algeria | Cronologia completa delle presenze e delle reti in nazionale ― Algeria | Cronologia completa delle presenze e delle reti in nazionale ― Algeria |
| Data                                                                   | Città                                                                  | In casa                                                                | Risultato                                                              | Ospiti                                                                 | Competizione                                                           | Reti                                                                   | Note                                                                   |
| ---------------------------------------------------------------------- | ---------------------------------------------------------------------- | ---------------------------------------------------------------------- | ---------------------------------------------------------------------- | ---------------------------------------------------------------------- | ---------------------------------------------------------------------- | ---------------------------------------------------------------------- | ---------------------------------------------------------------------- |
| 28-5-2010                                                              | Dublino                                                                | Irlanda                                                                | 3 – 0                                                                  | Algeria                                                                | Amichevole                                                             | -                                                                      | 74’                                                                    |
| 18-6-2010                                                              | Città del Capo                                                         | Inghilterra                                                            | 0 – 0                                                                  | Algeria                                                                | Mondiali 2010 - 1º turno                                               | -                                                                      | 89’                                                                    |
| 11-8-2010                                                              | Algeri                                                                 | Algeria                                                                | 1 – 2                                                                  | Gabon                                                                  | Amichevole                                                             | -                                                                      | 56’                                                                    |
| 10-10-2010                                                             | Bangui                                                                 | Rep. Centrafricana                                                     | 2 – 0                                                                  | Algeria                                                                | Qual. Coppa d'Africa 2012                                              | -                                                                      | 75’                                                                    |
| 17-11-2010                                                             | Lussemburgo                                                            | Lussemburgo                                                            | 0 – 0                                                                  | Algeria                                                                | Amichevole                                                             | -                                                                      |                                                                        |
| 27-3-2011                                                              | Annaba                                                                 | Algeria                                                                | 1 – 0                                                                  | Marocco                                                                | Qual. Coppa d'Africa 2012                                              | -                                                                      |                                                                        |
| 4-6-2011                                                               | Marrakech                                                              | Marocco                                                                | 4 – 0                                                                  | Algeria                                                                | Qual. Coppa d'Africa 2012                                              | -                                                                      | 83’                                                                    |
| 3-9-2011                                                               | Dar es Salaam                                                          | Tanzania                                                               | 1 – 1                                                                  | Algeria                                                                | Qual. Coppa d'Africa 2012                                              | -                                                                      |                                                                        |
| 9-10-2011                                                              | Blida                                                                  | Algeria                                                                | 2 – 0                                                                  | Rep. Centrafricana                                                     | Qual. Coppa d'Africa 2012                                              | -                                                                      |                                                                        |
| 29-2-2012                                                              | Bakau                                                                  | Gambia                                                                 | 1 – 2                                                                  | Algeria                                                                | Qual. Coppa d'Africa 2013                                              | -                                                                      |                                                                        |
| 26-5-2012                                                              | Blida                                                                  | Algeria                                                                | 3 – 0                                                                  | Niger                                                                  | Amichevole                                                             | -                                                                      | 73’                                                                    |
| 2-6-2012                                                               | Blida                                                                  | Algeria                                                                | 4 – 0                                                                  | Ruanda                                                                 | Qual. Mondiali 2014                                                    | -                                                                      |                                                                        |
| 10-6-2012                                                              | Ouagadougou                                                            | Mali                                                                   | 2 – 1                                                                  | Algeria                                                                | Qual. Mondiali 2014                                                    | -                                                                      | 80’                                                                    |
| 15-6-2012                                                              | Blida                                                                  | Algeria                                                                | 4 – 1                                                                  | Gambia                                                                 | Qual. Coppa d'Africa 2013                                              | -                                                                      |                                                                        |
| 9-9-2012                                                               | Casablanca                                                             | Libia                                                                  | 0 – 1                                                                  | Algeria                                                                | Qual. Coppa d'Africa 2013                                              | -                                                                      |                                                                        |
| 12-1-2013                                                              | Johannesburg                                                           | Sudafrica                                                              | 0 – 0                                                                  | Algeria                                                                | Amichevole                                                             | -                                                                      |                                                                        |
| 22-1-2013                                                              | Rustenburg                                                             | Tunisia                                                                | 1 – 0                                                                  | Algeria                                                                | Coppa d'Africa 2013 - 1º turno                                         | -                                                                      | 72’                                                                    |
| 26-1-2013                                                              | Rustenburg                                                             | Algeria                                                                | 0 – 2                                                                  | Togo                                                                   | Coppa d'Africa 2013 - 1º turno                                         | -                                                                      |                                                                        |
| 30-1-2013                                                              | Rustenburg                                                             | Algeria                                                                | 2 – 2                                                                  | Costa d'Avorio                                                         | Coppa d'Africa 2013 - 1º turno                                         | -                                                                      |                                                                        |
| 2-6-2013                                                               | Blida                                                                  | Algeria                                                                | 2 – 0                                                                  | Burkina Faso                                                           | Amichevole                                                             | -                                                                      | 69’                                                                    |
| 9-6-2013                                                               | Porto-Novo                                                             | Benin                                                                  | 1 – 3                                                                  | Algeria                                                                | Qual. Mondiali 2014                                                    | -                                                                      |                                                                        |
| 16-6-2013                                                              | Kigali                                                                 | Ruanda                                                                 | 0 – 1                                                                  | Algeria                                                                | Qual. Mondiali 2014                                                    | -                                                                      |                                                                        |
| 14-8-2013                                                              | Blida                                                                  | Algeria                                                                | 2 – 2                                                                  | Guinea                                                                 | Amichevole                                                             | -                                                                      |                                                                        |
| 10-9-2013                                                              | Blida                                                                  | Algeria                                                                | 1 – 0                                                                  | Mali                                                                   | Qual. Mondiali 2014                                                    | -                                                                      |                                                                        |
| 12-10-2013                                                             | Ouagadougou                                                            | Burkina Faso                                                           | 3 – 2                                                                  | Algeria                                                                | Qual. Mondiali 2014                                                    | -                                                                      |                                                                        |
| 31-5-2014                                                              | Sion                                                                   | Algeria                                                                | 3 – 1                                                                  | Armenia                                                                | Amichevole                                                             | -                                                                      | 26’                                                                    |
| 22-6-2014                                                              | Porto Alegre                                                           | Corea del Sud                                                          | 2 – 4                                                                  | Algeria                                                                | Mondiali 2014 - 1º turno                                               | -                                                                      |                                                                        |
| 26-6-2014                                                              | Curitiba                                                               | Algeria                                                                | 1 – 1                                                                  | Russia                                                                 | Mondiali 2014 - 1º turno                                               | -                                                                      | 39’                                                                    |
| 6-9-2014                                                               | Addis Abeba                                                            | Etiopia                                                                | 1 – 2                                                                  | Algeria                                                                | Qual. Coppa d'Africa 2015                                              | -                                                                      |                                                                        |
| 10-9-2014                                                              | Blida                                                                  | Algeria                                                                | 1 – 0                                                                  | Mali                                                                   | Qual. Coppa d'Africa 2015                                              | -                                                                      | 33’                                                                    |
| 11-10-2014                                                             | Blantyre                                                               | Malawi                                                                 | 0 – 2                                                                  | Algeria                                                                | Qual. Coppa d'Africa 2015                                              | 1                                                                      | 89’                                                                    |
| 15-10-2014                                                             | Blida                                                                  | Algeria                                                                | 3 – 0                                                                  | Malawi                                                                 | Qual. Coppa d'Africa 2015                                              | -                                                                      | 55’                                                                    |
| 19-11-2014                                                             | Bamako                                                                 | Mali                                                                   | 2 – 0                                                                  | Algeria                                                                | Qual. Coppa d'Africa 2015                                              | -                                                                      | 58’                                                                    |
| 11-1-2015                                                              | Radès                                                                  | Tunisia                                                                | 1 – 1                                                                  | Algeria                                                                | Amichevole                                                             | -                                                                      |                                                                        |
| 7-1-2017                                                               | Blida                                                                  | Algeria                                                                | 3 – 1                                                                  | Mauritania                                                             | Amichevole                                                             | -                                                                      | 82’                                                                    |
| Totale                                                                 |                                                                        | Presenze                                                               | 35                                                                     |                                                                        | Reti                                                                   | 1                                                                      |                                                                        |

## Palmarès

### Giocatore
- Campionato svizzero: 1

Basilea: 2004-2005
- Campionato italiano di Serie B: 1

Lecce: 2009-2010